# مدیر ارشد فناوری
مدیر ارشد فناوری (انگلیسی: chief technology officer) یا مدیر ارشد تکنولوژی، یکی از عنوان‌های مدیریت ارشد شرکتی بشمار می‌آید، که وظیفه هدایت، سیاست‌گذاری و راهبری حوزه فناوری، همچنین پیشرفت در تکنولوژی برای توسعه و موفقیت در کسب‌وکار سازمان اجرایی شرکت را برعهده دارد. مدیران ارشد تکنولوژی وظیفه یکپارچه‌سازی فعالیت‌های تکنولوژی محور، با استراتژی کلی سازمان خود را دارند، که نیازمند برقراری روابط با افراد کلیدی شرکت چون مدیرعامل، اعضای هیئت مدیره، مدیران آزمایشگاه‌های تحقیقاتی و کارشناسان بازاریابی می‌باشد.